# تامس اکرز
تامس اکرز (به انگلیسی: Thomas Dale Akers) فضانورد اهل ایالات متحده آمریکا است که در ۲۰ مهٔ ۱۹۵۱ میلادی در سنت لوئیس زاده شد. وی در مأموریت اس‌تی‌اس-۴۱، اس‌تی‌اس-۴۹، اس‌تی‌اس-۶۱، اس‌تی‌اس-۷۹ حضور داشته است.